# Zamek Dolwyddelan
Zamek Dolwyddelan (ang. Dolwyddelan Castle, wal. Castell Dolwyddelan) – zamek położony w pobliżu miejscowości Dolwyddelan w hrabstwie Conwy w północnej Walii. Wybudowany w czasach panowania księcia Llywelyna Wielkiego (1173–1240),  prawdopodobnie pomiędzy 1210 a 1240. W założeniu władcy miał stanowić strategicznie ważny element obrony Walii wraz z pobliskim zamkiem Dolbadarn i Prysor. Pierwotnie składał się z jednej wieży i muru okalającego podwórze. Po upadku Księstwa Walii, Anglicy dobudowali drugą wieżę i odtąd zamek składał się z dwóch wież na planie prostokąta, połączonych nieregularnym murem.

## Historia
Zamek posadowiony na wzgórzu, kontrolował ważny trakt prowadzący w kierunku północnej Walii. W trakcie drugiej kampanii walijskiej tj. 18 stycznia 1283, zamek został zdobyty przez siły króla Edwarda I. Obrona załogi Llywelyna ab Gruffydd pozwoliła zatrzymać wojska angielskie w zatoce przez jakiś czas. Anglicy przystąpili do modyfikacji umocnień zamku i obsadzili zamek swoim garnizonem. Obecność Anglików na zamku trwała do 1290 roku, gdy zakończono budowę tzw. „żelaznego pierścienia” zamków z dostępem do morza tj. zamki: Conwy, Beaumaris, Harlech, Caernarfon. Stara forteca walijska okazała się przestarzała i zbyt mała do utrwalania zdobyczy angielskich. Zamek był zamieszkiwany w XV w. przez lokalnego możnowładcę lorda Maredudd ap Ieuan, który dodał dodatkowy wyższy poziom do istniejącej wieży. W XIX w. lord Willoughby de Eresby dokonał częściowej przebudowy; za jego sprawą wieże zwieńczono blankami. Do naszych czasów przetrwała jedynie walijska baszta, po angielskiej pozostała jedynie część ściany - fakt ten Walijczycy uznają za swego rodzaju sprawiedliwość dziejową.